# Maya Badian
Maya Badian (* 18. April 1945 in Bukarest, Rumänien) ist eine kanadische Komponistin und Musikwissenschaftlerin rumänischer Herkunft.

## Leben
Badian begann bereits im Alter von fünf Jahren zu komponieren. 1968 erwarb sie an der Nationalen Musikuniversität Bukarest den Mastergrad im Fach Komposition. 1972 besuchte sie Dirigentenkurse in Weimar. Sie war Mitglied des rumänischen Komponistenverbandes und unterrichtete an der Georges-Enescu-Musikschule in Bukarest. 1987 wanderte sie mit ihrer Familie nach Kanada aus. Sie erhielt 1990 die kanadische Staatsbürgerschaft und erlangte an der Universität Montreal innerhalb von zwei Jahren den Doktorgrad summa cum laude.
1991 organisierte Badian beim Internationalen Musikfestival in Budapest das erste kanadische Kammermusikkonzert. Zwischen 1992 und 2000 hielt sie in Ungarn, Deutschland, Rumänien und Moldawien Vorlesungen über kanadische Komponisten, aus denen das Buch 100 Canadian Composers from Atlantic to Pacific hervorging. Sie ist Mitglied des kanadischen Komponistenverbandes, associate composer des Canadian Music Center und Ehrenmitglied des moldavischen Komponistenverbandes. Von Badians kompositorischen Werken wurden mehr als einhundert publiziert und aufgeführt, darunter Sinfonien und andere Orchesterwerke, Instrumentalkonzerte, Kantaten, Kammermusik und Multimediawerke.

## Werke
- Dance für drei Celli/Bläsertrio/Streichertrio, 1962
- Symphonic Movement, 1968
- Monologue für Violine solo, 1971
- Towards the Pinnacle, Poem für Sopran und Orchester, 1973
- Dialogues für Trompete und Kontrabass, 1973
- Echoes für Flöte solo, 1973
- Monody für Oboe solo, 1973
- Incantation für Klarinette solo, 1974
- Valachian Dance für Cello solo, 1975
- Symphonic Diptych, 1976
- Sinfonietta, 1976, 1982
- Chamber Concerto für Horn und Perkussion, 1977
- Concerto für Klavier und Orchester, 1978
- Movimento für Bläserquintett, 1978
- Profiles für Posaune solo, 1978
- Concerto für Violine und Orchester, 1980
- Concerto für Gitarre und Orchester, 1981
- Capriccio für Fagott solo, 1981
- Toccata and Passacaglia für Orchester, 1982
- Concerto Grosso für Pauken, Trompete und Streichorchester, 1987
- Concerto Grosso für Pauken und Klavier, 1987
- Holocaust – In memoriam, Sinfonie, 1987, zwei Versionen 1998 und 2011
- Concerto für Marimba, Vibraphon und Orchester, 1988
- Suite on Romanian Themes für Marimba, Vibraphon und Klavier, 1988
- Children’s World, Fourteen Progressive Pieces für Klavier, 1988
- Guitar Concerto, Version für Gitarre und Klavier, 1990
- Mosaïques sonores für Tuba solo, 1990
- Mosaïques sonores für Tuba und Schauspieler, 1990
- Fugitive Visions für Instrumentaltrio, 1991
- Cantata Canada, Cantata Profana für gemischten Chor und Orchester, 1992
- Music in Square für Streichquartett, 1993
- Reflets laurentiens, Concerto für Klarinette, Saxophon  und Orchester, 1994
- Daily Tumult für Streichorchester, 1994
- Yes, It’s Blues-Time! für Klarinette und Klavier, 1994
- Cantus Planus I für Oboe und Klavier, 1994 for Oboe and Piano (c. 1994). Duration: 4 minutes
- Cantus Planus II für Oboe und Orgel, 1994
- Cantus Planus III für Klarinette und Klavier, 1994
- Cantus Planus IV für Klarinette und Orgel, 1994
- Fantasia für Klavier, 1994
- Jeux de tons für zwei Flöten und Klavier, 1995
- Portrait für Klavier, 1996
- Prayer I für Sopran und Flöte, 1997
- Psaume II für Sopran und Baryton, 1997
- Priere III für zwei Soprane, 1997
- Psalm IV für zwei Soprane, 1997
- Metamorphoses für Klavier zu vier Händen, 1997
- Music and Meditation für Klavier, 1997
- Little Toccata für Klavier, 1997
- Little Mirror für Klavier, 1997
- Scenic Mosaics, Instrumentaltheater für Klavier, Pantomime und Multimedia, 1997
- Memories in the Ottawa Valley für Streichquintett, 1998
- Crossed Links Over Times für Streichquartett, 1998
- MultiMusic Canada for the New Millennium, fresco for orchestra, 1999
- Concert Music für Cello und Streichorchester, 1999
- Modes and Moods für Klavier, 1999
- MultiMusic Canada for the New Millennium, 1999
- MultiMusic Canada, A Legacy for the New Millennium, fresco, 2000
- Endless Romanian Traces für Cello und Klavier, 2000
- Fuga a quarto voci für Streichquartett, 2000
- Music for Archaeus für Instrumentalseptett, 2001
- Espace Musique für Fagott und Streichquintett, 2001
- Mirrored Reflections of the Ottawa Valley für Streichorchester, 2003
- Canadian Wilderness and Stillness, symphonic evocation on the Group of Seven, 2005
- Orchestral Arches, 2005, 2009
- Timpani Quartum 2009 für vier Pauken, 2009
- Enjoying Piano! Primary to A.R.C.T. Levels, 2009
- A Musical Journey for Sinfonietta, 2010
- Rainbow of Hopes 2010 für Klarinette und Schauspieler, 2010
- Prelude and Fugue on Baroque Style für Cello solo, 2011
- In the Shadow of the Iron Curtain für Sopransaxophon solo, 2012
- Reflections für Cello solo, 2012
- Plainchant für Orgel, 2014
- Hope Beyond The Struggles für Celloquartett, 2015
- Sonata in Classic Style für Klavier, 2017